# Ferdinand Sieber
Ferdinand Sieber, född den 5 november 1822 i Wien, död den 19 februari 1895 i Berlin, var en tysk sångpedagog.
Sieber var först operasångare, studerade vidare i Italien, bosatte sig 1854 i Berlin och fick 1864 professors titel. Han utgav en stor mängd vokaliser och åtskilliga sångskolor, bland annat Katechismus der Gesangskunst (1862; 12:e upplagan 1903), samt Handbuch des deutschen Liederschatzes (1875; med förteckning på 10 000 sånger, förutom duetter och terzetter). Själv komponerade han flera sånghäften.